# Oxyurichthys takagi
Oxyurichthys takagi är en fiskart som beskrevs av Pezold, 1998. Oxyurichthys takagi ingår i släktet Oxyurichthys och familjen smörbultsfiskar. Inga underarter finns listade i Catalogue of Life.